# Politique en Martinique
 (mai 2013).
Si vous disposez d'ouvrages ou d'articles de référence ou si vous connaissez des sites web de qualité traitant du thème abordé ici, merci de compléter l'article en donnant les références utiles à sa vérifiabilité et en les liant à la section « Notes et références ».
La Martinique est une collectivité territoriale d'outre-mer, mais aussi une des régions ultrapériphériques de l'Union européenne. Elle constitue avec la Guadeloupe, située à environ 150 km plus au nord, et la Guyane située au nord de l'Amérique du Sud, les départements français d'Amérique (DFA).

## L'évolution institutionnelle et statutaire
En Martinique, 2 thèmes politiques s'affrontent sur la question de l'évolution statutaire de l'île par rapport à l'application des articles 73 & 74 de la Constitution française du 4 octobre 1958 : l'assimilationnisme et l'autonomisme. D'un côté, il y a ceux qui veulent une évolution statutaire basée sur l'article 73, c'est-à-dire que toutes les lois françaises s'appliquent de plein droit en Martinique, en droit cela s'appelle l'identité législative, et de l'autre les autonomistes qui veulent une évolution statutaire basée sur l'article 74, autrement dit un statut autonome placé sous le régime de la spécialité législative à l'instar de Saint-Martin et Saint-Barthélemy. 
Depuis la révision constitutionnelle du 28 mars 2003, quatre possibilités s'offrent à la Martinique :
- Première possibilité : le statu quo, la Martinique garde son statut de Département et Région d'Outre-Mer, en vertu de l’article 73 de la Constitution. Les DOM sont sous le régime de l'identité législative. Dans ce cadre, les lois et règlements sont applicables de plein droit, avec les adaptations nécessitées par les caractéristiques et contraintes particulières aux collectivités concernées.

- Deuxième possibilité : si les acteurs locaux, et d’abord les élus, sont d’accord, ils pourront dans le cadre de l'article 73 de la Constitution proposer une évolution institutionnelle telle que la création d’une assemblée unique (fusion du Conseil Général et du conseil régional). Mais le département et la région sont conservés. Le gouvernement pourra proposer au Président de la République de consulter les électeurs sur cette question. En cas de réponse négative, rien ne sera possible. En cas de réponse positive, la décision définitive reviendra au Parlement qui décidera finalement, ou non, de la réforme en votant une loi ordinaire.

- Troisième possibilité : les élus pourront proposer la création d'une nouvelle collectivité dans le cadre de l'article 73 dernier alinéa de la Constitution française. Cette nouvelle collectivité remplacera le département et la région. Elle réunira les compétences qui sont actuellement dévolues au Conseil général et au Conseil régional. Cette collectivité régie par l'article 73 est placée sous le régime de l'identité législative et n'est donc pas autonome. Elle aura comme institutions, un conseil exécutif, une assemblée délibérante et un conseil économique et social.

- Quatrième possibilité : si un consensus se dégage, les élus pourront proposer au gouvernement un changement statutaire, c'est-à-dire la transformation de la Martinique en Collectivité d'outre-mer (COM). En effet, depuis la révision constitutionnelle du 28 mars 2003, les Départements d'Outre-Mer en vertu de l'Article 74 peuvent évoluer en Collectivité d'Outre-Mer (COM) à l'instar de Saint-Martin et Saint-Barthélemy. Contrairement aux DOM, les COM sont sous le régime de la spécialité législative. Les lois et décrets de la République s’y appliquent sous certaines conditions fixées par la loi organique définissant leur statut. Les COM disposent d'une plus large autonomie que les DOM. Les COM sont dotées d'un conseil exécutif, d'un conseil territorial et d'un conseil économique et social. Le préfet est le représentant de l'État français dans la collectivité d'outre mer.

Mais la Constitution française précise dans l'article 72-4 « Aucun changement, pour tout ou partie de l'une des collectivités mentionnées au deuxième alinéa de l'article 72-3, de l'un vers l'autre des régimes prévus par les articles 73 et 74, ne peut intervenir sans que le consentement des électeurs de la collectivité ou de la partie de collectivité intéressée ait été préalablement recueilli dans les conditions prévues à l'alinéa suivant ».
En décembre 2003, une nouvelle organisation a été envisagée, dans laquelle l'institution régionale et l'institution départementale fusionneraient en une institution unique. Cette proposition a été rejetée en Martinique (mais aussi en Guadeloupe) à 50,48 % lors d'un référendum le 7 décembre 2003.
En janvier 2010, deux consultations de la population ont eu lieu en Martinique et en Guyane. Le 10 janvier, les électeurs se sont prononcés par référendum sur un éventuel changement de statut de leur territoire. Ce scrutin proposait aux électeurs des deux départements "d'approuver ou de rejeter le passage au régime prévu à l'article 74 de la Constitution", a précisé l'Élysée dans un communiqué. Une majorité d'électeurs ayant répondu "non", Martiniquais et Guyanais ont donc été appelés à se prononcer de nouveau, le 24 janvier et toujours par référendum, sur le passage à une collectivité unique dans le cadre de l'article 73 de la Constitution regroupant les compétences de leurs actuels conseils généraux et régionaux. Les électeurs ont cette fois-ci majoritairement répondu oui. Une loi ordinaire, rédigée par le gouvernement en concertation avec les élus, permettra avant la fin de l'année 2010 de définir les contours (mode d'élection, nombre d'élus, compétences) de cette nouvelle collectivité.

## La nouvelle collectivité de Martinique
Le projet des élus martiniquais au gouvernement propose une collectivité unique régie par l'article 73 de la Constitution dont le nom est "Collectivité de Martinique". L'assemblée unique qui remplace le conseil général et le conseil régional s'appelle "Assemblée de Martinique". L'assemblée de Martinique est composée de 51 élus au scrutin de liste à la proportionnelle intégrale (la circonscription électorale est divisée en 4 sections). Une prime majoritaire de 20 % est attribuée à la liste arrivée en tête. L'organe exécutif de cette collectivité s'appelle "le conseil exécutif", qui est composé de 9 conseillers exécutifs dont un président. Le président de la collectivité de Martinique est le président du conseil exécutif. Le conseil exécutif est responsable devant l'Assemblée de Martinique qui peut le renverser par une motion de défiance constructive. Contrairement au fonctionnement précédent du conseil général et du conseil régional, l'Assemblée de Martinique est séparée du conseil exécutif et a à sa tête un bureau et un président. La nouvelle collectivité de Martinique regroupe les compétences du conseil général et du conseil régional, mais elle pourra obtenir de nouvelles compétences par le biais des habilitations, conformément à l'article 73. Le conseil exécutif est assisté d'un conseil consultatif, le "conseil économique, social et environnemental de Martinique". 
Le projet de loi a été approuvé le 26 janvier 2011 par le gouvernement français. La loi relative aux collectivités territoriales de Guyane et de Martinique a été définitive adoptée le 11 juillet 2011.

## Responsabilités du préfet
Le préfet de la Martinique a un rôle particulièrement important pour déterminer avec les élus les projets les plus pertinents et pour orienter l'action de l'État. Il est également l'autorité de gestion chargée de la bonne utilisation des Fonds européen de développement économique et régional (FEDER).

## Les forces politiques en présence en Martinique
- Partis politiques martiniquais

La vie politique martiniquaise s'articule, pour l'essentiel, autour de formations politiques martiniquaises et de fédérations locales des partis nationaux (PS, UMP et MoDem). La classification ci-dessous tient compte de leur positionnement par rapport à l'évolution statutaire de l'île. Il y a les assimilationnistes (partisans d'une évolution institutionnelle ou statutaire dans le cadre de article 73 de la Constitution française), les autonomistes et indépendantistes (sont favorables à une évolution statutaire basée sur l'article 74 de la Constitution française). En effet, le 18 décembre 2008, lors du congrès des élus départementaux et régionaux de la Martinique, les 33 élus indépendantistes (MIM, CNCP, MODEMAS et PALIMA) des deux assemblées ont voté à l'unanimité pour une évolution statutaire de l'île fondée sur l'article 74 de la Constitution française qui permet l'accès à l'autonomie.

### Les partis assimilationnistes

#### L'idéologie assimilationniste
Selon le philosophe René Ménil, « les assimilationnistes sont partisans de l'absorption, de la dilution de la conscience et de la société antillaise dans "l'intérêt général" français. Pour eux il n'y a pas d'homme martiniquais, il n'y a pas de réalité martiniquaise ». Pour l'ancien député assimilationniste Victor Sablé, « les Antilles ne peuvent être, ne veulent être que françaises. Elles le sont par l'esprit, par le cœur, par le sang ».
Sur le plan théorique, l'idéologie assimilationniste tire ses origines des idées des philosophes des Lumières et de la Révolution française de 1789. Ces idées nouvelles basées sur les principes de liberté et d'égalité faisaient leur chemin non seulement dans toute la France mais également aux Antilles. Sous la Convention, Boissy d'Anglas, le rapporteur de la loi qui fit des colonies des départements français en 1794 déclarait à la Convention ce qui suit:  « Que les colonies soient toujours françaises, qu'elles soient libres sans être indépendantes; que leurs députés, appelés dans cette enceinte, y soient confondus avec ceux du peuple entier... il ne peut y avoir qu'une bonne manière d'administrer ».  Selon le professeur d'histoire Dominique Chathuant auteur de « l'assimilationnisme : une structure mentale à origine de la départementalisation », le terme « assimilationnisme » semble devoir désigner un cadre de pensée, une structure mentale de l'histoire antillaise en particulier et de celle des « vieilles colonies » en général.
Les principaux défenseurs de l'idéologie assimilationniste en Martinique à la fin du XIXe et début du XXe siècle, sont les abolitionnistes Victor Schœlcher et Cyrille Bissette, le député républicain Ernest Deproge, les sénateurs Vincent Allègre, Henry Lémery et le député socialiste Joseph Lagrosillière. Les communistes martiniquais prirent le relais entre 1920 et 1955 et donnèrent à l'assimilation une dimension beaucoup plus sociale en y associant les masses populaires.
La loi du 19 mars 1946 dont le rapporteur fut le député communiste Aimé Césaire va ériger la Martinique en département d'outre-mer. L'adoption de la loi du 19 mars 1946 marqua le triomphe de l'idéologie assimilationniste.
Le Parti communiste martiniquais va officiellement rejeter l'assimilation en août 1955 lors de sa 11e conférence fédérale. La fédération UNR de la Martinique créée en 1958 défendra désormais avec acharnement l'assimilation complète de la Martinique à la France ainsi que le statut de département d'outre-mer. À partir des années 1960, les députés gaullistes Camille Petit, Victor Sablé, Michel Renard, les sénateurs, Georges Marie-Anne, Edmond Valcin, Roger Lise et le président du Conseil général Émile Maurice seront les plus farouches défenseurs de l'assimilation en Martinique.
Le 10 janvier 2010, une consultation de la population martiniquaise a eu lieu sur un éventuel changement de statut de la Martinique en une collectivité d'outre mer régie par l'article 74 et dotée d'un juste degré d'autonomie. Une majorité d'électeurs, 79,3 %, a répondu « non » à ce changement de statut. Le rejet du statut d'autonomie par environ 80 % des électeurs martiniquais est un second triomphe pour l'idéologie assimilationniste en Martinique après le vote de la loi du 19 mars 1946.

#### Les partis de la droite assimilationniste
Idéologies politiques : le libéralisme économique et le capitalisme.
- La fédération de la Martinique des Républicains (LR) a été créée en 2006. Mais c'est l'ancien député Camille Petit qui est le fondateur du mouvement gaulliste en Martinique. En 1958, il crée la première fédération UNR de l'île. Puis l'UNR deviendra l'UDR en 1968, le RPR en 1976, l'UMP en 2002, puis Les Republicains en 2015.  Le président du comité départemental de l'UMP de la Martinique est Gabriel Lagrancourt. Le secrétaire départemental est l'avocat Fred-Michel Tirault. Le parti LR compte en Martinique 2 mairies (Macouba et Fonds-Saint-Denis).
- Le Parti régionaliste martiniquais (PRM). Fondé le 6 mai 2010, à la suite d'une scission avec la fédération UMP de Martinique. La présidente est Chantal Maignan, conseillère régionale et conseillère municipale du Robert et le secrétaire général est Christian Rapha, conseiller municipal de Saint-Pierre. Il s'agit d'un nouveau parti de droite progressiste.
- les Forces martiniquaises de progrès (FMP), parti de la droite libérale locale fondé le 26 août 1998. Président : André Lesueur, maire de Rivière-Salée et conseiller régional. Le secrétaire général des FMP est Miguel Laventure, conseiller municipal et régional. Les FMP comptent 3 conseillers généraux, 2 conseillers régionaux et 3 mairies.
- Le parti Osons oser. Fondé le 27 février 2000 par Pierre Petit. Droite progressiste. Osons oser compte 1 élu au Conseil général (Charles Caristan) et 1 élu au Conseil régional Jenny Dulys et 1 mairie, le Morne-Rouge.
- Le Mouvement démocrate de la Martinique (MoDem). Créé en avril 2009. Le Président est Max Orville, conseiller municipal de Case-Pilote.
- Le Parti chrétien-démocrate fondé en juin 2009 par Christine Boutin, ancienne ministre du logement. Ce nouveau parti est représenté en Martinique depuis septembre 2009. Ralph Monplaisir, maire de Case-Pilote est le nouveau délégué général de ce mouvement en Martinique. Sa présidente est l'avocate Margaret Tanger.

#### Les partis de la gauche assimilationniste
Idéologie politique : le socialisme démocratique.
- le parti socialiste présent à la Martinique sous le nom de Fédération socialiste de la Martinique (FSM). En 1901, Joseph Lagrosillière fonde la 1re fédération locale du Parti socialiste en Martinique. Frédéric Béret, conseiller municipal de Trinité est le 1er secrétaire fédérale de la FSM depuis le 11/11/2012. La FSM compte 3 conseillers généraux (Frédéric Buval, Raphaël Vaugirard et Georges Cléon), 2 élues au Conseil régional (Marlène Lanoix et Patricia Telle) et 1 maire (L.J. Manscour).
- Le Renouveau Martinique (ex Renouveau de Sainte-Marie). Parti créé en 1982 par Guy Lordinot, ancien maire de Sainte-Marie. Le Renouveau compte 8 conseillers municipaux d'opposition à Sainte-Marie.

#### Autres mouvements se réclamant du libéralisme social de gauche
- Le Mouvement libéral populaire (MLP), ex MLM, proche de La Gauche moderne de Jean-Marie Bockel. Ce mouvement a été créé en 1992 par Philippe Petit, conseiller municipal de Ducos. Ce mouvement compte 2 conseillers municipaux d'opposition à Ducos.
- Dynamique social-libérale (DSL) créé le 14 juin 2003. Président-fondateur : Alex Doëns. Ce mouvement n'a aucun élu dans les assemblées locales.

### Les partis autonomistes

#### La revendication autonomiste en Martinique
Les autonomistes affirment à l'inverse des assimilationnistes que les martiniquais ont une personnalité, une culture, une langue, une histoire et qu'ils constituent un peuple différent du peuple français. L'ancien universitaire Alain-Philippe Blérald déclarait « par leur mode de vie, leurs traits ethno-culturels, leurs croyances, martiniquais et guadeloupéens expriment, volens nolens, une identité irréductible autorisant à les considérer comme des peuples, c'est-à-dire comme des collectivités distinctes de l'entité française, pouvant en cette qualité prétendre à une existence nationale ». 
Les pères et théoriciens de l'autonomie martiniquaise sont incontestablement le philosophe René Ménil et le poète et homme politique Aimé Césaire. Mais c'est le député Marius Hurard qui à la fin du XIXe siècle, fonde le premier parti à avoir revendiqué dans son programme l'autonomie pour la Martinique, le Parti républicain progressiste ou Parti nouveau. Puis, le 14 février 1960, le Parti communiste martiniquais (PCM) adopte un nouveau projet de statut pour la Martinique. Son mot d'ordre est l'autonomie, autrement dit la Martinique doit devenir un territoire fédéré à la République française. Les pouvoirs du territoire seraient exercés par une Assemblée législative et par un Conseil de gouvernement. En 1967 le PPM d'Aimé Césaire lance à son tour comme mot d'ordre l'autonomie pour la Martinique, c'est-à-dire la transformation des départements d'outre-mer en régions fédérales dans le cadre d'une union française fédérée.
En 1967, Aimé Césaire déclarait au sujet de l'autonomie : « Cette indispensable conquête du pouvoir politique par le peuple martiniquais, nous, le PPM, nous pensons qu'elle ne peut se faire par l'accession de la Martinique à l'autonomie dans l'ensemble français...tout en restant dans le cadre français, nous entendons pouvoir prendre librement les décisions qui nous concernent au premier chef en tant que martiniquais et exécuter nous-mêmes ces décisions...par conséquent nous préconisons dès maintenant l'institution d'une assemblée délibérante martiniquaise souveraine dans un certain nombre de domaines lesquels sont à délimiter, et d'un exécutif martiniquais ». 
Le philosophe René Ménil déclarait : « l'action idéologique et pratique doit viser la triple opération de rétablir la conscience des antillais dans la vérité de la vie, de procéder à l'appropriation de notre économie qui est une partie de nous-mêmes, de nous approprier le pouvoir politique sans lequel nous sommes des jouets aux mains des autres... Enfin, une troisième condition sans laquelle la culture ne peut pas exister, c'est la reprise, la récupération du pouvoir politique dans la société antillaise par les antillais eux-mêmes, ce qu'aujourd'hui nous appelons l'autonomie ». 
Les dates importantes de la revendication autonomiste :
- Les 21 et 22 septembre 1957, René Ménil, Georges Gratiant, Léopold Bissol et Victor Lamon fondent le Parti communiste martiniquais. Le PCM aura comme mot d'ordre l'autonomie pour la Martinique.

- En 1958, à l'occasion de la création du Parti progressiste martiniquais (PPM), Aimé Césaire présente un rapport intitulé "Pour la transformation de la Martinique en région dans le cadre d'une union française fédérée". Lors du congrès constitutif, il dit dans son discours : "Le Parti progressiste martiniquais pourrait proposer la transformation des départements d'outre-mer en régions fédérales. Si nous faisons cela nous aurons réussi à allier notre double souci de rester liés à la France et d'être de bons Martiniquais".

- Le 24 décembre 1959, à la suite des émeutes des 20, 21 et 22 décembre, le Conseil général votait à l'unanimité une motion dans laquelle les élus demandaient "que des conversations soient entamées immédiatement entre les représentants qualifiés des Martiniquais et le Gouvernement pour modifier le statut de la Martinique en vue d’obtenir une plus grande participation à la gestion des affaires martiniquaises".

- Le 14 février 1960, le Parti communiste martiniquais adopte un nouveau projet de statut pour la Martinique. Son mot d'ordre est l'autonomie, autrement dit la Martinique doit devenir un territoire fédéré à la République française. Les pouvoirs du territoire seraient exercés par une Assemblée législative et par un Conseil de gouvernement.

- Création en avril 1961 à Paris du Front antillo-guyanais pour l'autonomie (FAGA) autour des Martiniquais Édouard Glissant, Marcel Manville, Ephraïm Marie-Joseph, du guyanais Justin Catayée et du Guadeloupéen Albert Béville (Paul Niger). En juillet 1961, dissolution du FAGA par le général de Gaulle et saisie de la brochure Les Antilles et la Guyane à l’heure de la décolonisation rédigée par Albert Béville.

- Lors du IIIe Congrès du Parti progressiste martiniquais, les 12 et 13 août 1967, le PPM adopte le mot d'ordre d'autonomie pour la Martinique. Aimé Césaire, dans son discours de clôture déclare : "nous préconisons dès maintenant l'institution d'une assemblée délibérante martiniquaise souveraine dans un certain nombre de domaines lesquels sont à délimiter et d'un exécutif martiniquais".

- Lors de la « Convention du Morne-Rouge », les 16, 17 et 18 août 1971, les partis et organisations autonomistes de la Réunion, de la Guyane, de la Guadeloupe et de la Martinique, réunis en convention, réclament dans une déclaration finale l'autonomie pour les 4 départements d'outre-mer.

- La « Déclaration de Basse-Terre », signée le 1er décembre 1999. Les présidents des trois régions (Guyane, Guadeloupe et Martinique) proposent au Président de la République et au Gouvernement, une modification législative voire constitutionnelle, visant à créer un statut nouveau de Région d'Outre-mer doté d'un régime fiscal et social spécial pour la Guadeloupe, la Guyane et la Martinique, dans le cadre de la République française d'une part, et de l'Union européenne d'autre part (article 299-2 du Traité d'Amsterdam).

- Le 2 décembre 2000, Alfred Marie-Jeanne lançait le "Projet Martinique", un projet de développement de la Martinique à l'horizon 2015. Le "Projet Martinique" proposait sur le plan politique, la transformation de la Martinique en "Région d'Outre-Mer autonome" avec un régime fiscal et social adapté à nos spécificités.

- Le 18 décembre 2008, lors du congrès des élus départementaux et régionaux de la Martinique, les élus des deux assemblées ont voté pour une évolution statutaire de l'île fondée sur l'article 74 de la Constitution française qui permet l'accès à l'autonomie. Cette proposition a été adoptée par 64 voix sur 86 soit 74,41 % des suffrages. Les 8 élus de la droite se sont abstenus.

- Le 18 juin 2009, lors du congrès des élus départementaux et régionaux de la Martinique, les élus des deux assemblées ont voté à l'unanimité 4 résolutions dont une relative à l'organisation et au fonctionnement de la future Collectivité de Martinique régie par l'article 74. Cette résolution précise que la Collectivité de Martinique sera constituée d'un Conseil exécutif de 7 à 13 membres, d'un Conseil territorial de 75 membres élus pour six ans au scrutin de liste à la représentation proportionnelle à 2 tours, d'un Conseil économique, social, culturel, de l'éducation et de l'environnement et d'un Conseil des communes.

- Le 10 janvier 2010, une consultation de la population martiniquaise a eu lieu sur un éventuel changement de statut de leur département en une collectivité d'outre mer régie par l'article 74 et dotée d'un juste degré d'autonomie. Une majorité d'électeurs, 79,3 %, a répondu « non » à ce changement de statut.

#### Les partis de la gauche autonomiste

logo du PPM

- le Parti progressiste martiniquais (PPM). Fondé le 22 mars 1958 par Aimé Césaire après sa démission du Parti communiste français (Lettre à Maurice Thorez). Président : Serge Letchimy. Le PPM détient 5 mairies dont le chef-lieu Fort-de-France.  Il compte un député (Serge Letchimy), une sénatrice (Catherine Conconne), 7 conseillers à l'Assemblée de Martinique encartés PPM et 5 maires : Didier Laguerre (Fort-de-France), Rodolphe Désiré (Le Marin), Henri Romana (Fond-Saint-Denis), Jean-Claude Ecanvil (Le Carbet) Marie-Thérèse Casimirius (Basse-Pointe) et Félix Ismain (Bellefontaine). Le PPM est le seul parti autonomiste à être opposé à une évolution statutaire dans le cadre de l'article 74 de la Constitution, il prône une autonomie constitutionnalisée à l'instar de la Nouvelle-Calédonie.
- Bâtir le pays Martinique (BPM). Fondé le 11 octobre 1998 par Pierre Samot, Maire du Lamentin, à la suite d'une scission avec le Parti communiste martiniquais. Bâtir le pays Martinique compte 3 élus au conseil général et une mairie, Le Lamentin. Josette Manin membre de BPM est présidente du Conseil général de la Martinique, depuis le 31 mars 2011.
- le Rassemblement démocratique pour la Martinique (RDM). Fondé le 26 mars 2006 par Claude Lise, ancien président du Conseil Général et Sénateur, à la suite d'une scission avec le PPM. Le RDM compte 13 élus et apparentés au Conseil général et 7 maires de gauche sont membres du RDM.
- le Parti communiste martiniquais (PCM). Fondé les 21 et 22 septembre 1957 par Léopold Bissol, René Ménil, Georges Gratiant et Victor Lamon. Mais c'est l'avocat, philosophe et journaliste Jules Monnerot, qui est le fondateur en 1919 du premier mouvement communiste en Martinique, « Le groupe Jean Jaurès ». Le PCM est actuellement le plus ancien parti politique martiniquais. Son secrétaire-général est Georges Erichot, conseiller municipal du Lamentin. L'organe du parti est le journal "Justice", doyen de la presse martiniquaise.
- Le mouvement Vivre à Schœlcher. Ce mouvement a été fondé par Luc-Louison Clémenté, maire de Schœlcher et conseiller régional. Ce mouvement compte 1 élu au conseil régional (Luc-Louison Clémenté), deux élus au conseil général (Fred Derné et Yolaine Largen-Marine) et une mairie, Schœlcher.
- Martinique Écologie. Fondé le 6 mai 2011 par le conseiller régional Louis Boutrin et l'écrivain Raphaël Confiant. Président : Louis Boutrin ; secrétaire-général : Lucien Pavilla. Ce mouvement compte deux élus, Louis Boutrin (conseiller régional) et Yves-André Joseph (conseiller général).
- Le Mouvement populaire franciscain (MPF). Son chef est Maurice Antiste, Maire du François. Ce mouvement compte 1 sénateur depuis le 25 septembre 2011, Maurice Antiste, 1 élu au conseil régional (Marie-France Thodiard), 1 élu au conseil général (Marie-Frantz Tinot) et un maire (Joseph Loza), Le François.

### Les partis indépendantistes

Drapeau nationaliste martiniquais.

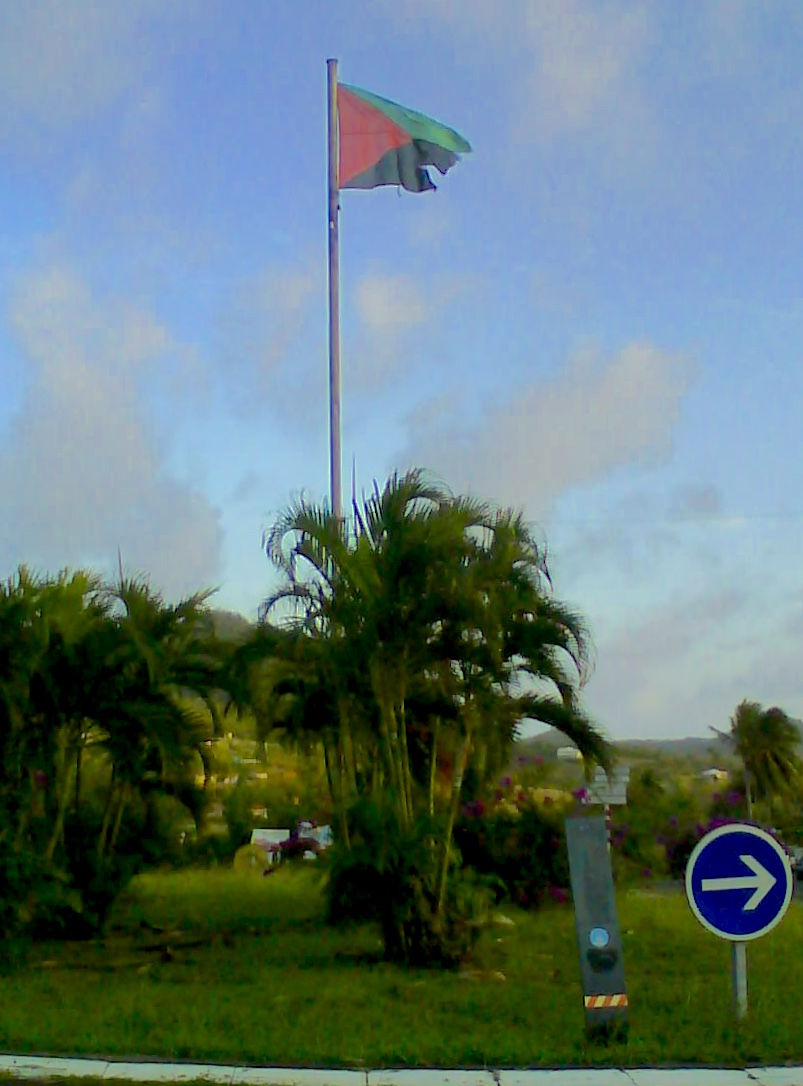
Drapeau « wouj-vè-nwè » (rouge -vert-noir) à l'entrée de Sainte-Anne.

#### Le nationalisme martiniquais
Les indépendantistes considèrent que les Martiniquais constituent un peuple, que la Martinique est une nation et revendiquent pour elle le droit à l'autodétermination. Mais aujourd'hui, les indépendantistes ne font plus de l'indépendance un objectif immédiat, comme ce fut le cas dans les années 1970 et 1980. Pour preuve, lors de la séance du 18 décembre 2008 du Congrès des élus départementaux et régionaux de la Martinique, les 33 élus indépendantistes (MIM, CNCP, MODEMAS et PALIMA) ont voté à l'unanimité pour une évolution statutaire de l'île fondée sur l'article 74 de la Constitution française qui permet l'accès à l'autonomie.
- L'idée de la nation martiniquaise :

Le Parti communiste martiniquais est en 1957 le premier parti politique de l'île à évoquer l'idée de la « nation martiniquaise ». Lors du congrès constitutif du PCM, son secrétaire général Camille Sylvestre déclarait dans son discours : « Nous pensons que notre pays répond à la définition de la nation : communauté stable, historiquement constituée de langue, de territoire, de vie économique et de formation psychique qui se traduit dans la communauté de culture ».  Mais pour Alfred Marie-Jeanne, le peuple martiniquais forme une nation depuis le 22 mai 1848, date de l'abolition de l'esclavage. Il déclare que « c'est en 1848, que nous sommes reconnus comme un peuple, comme des êtres humains »".
- Les notions de "peuple martiniquais" et de "nation martiniquaise" :

Le 20 février 2002, lors du 2e congrès des élus départementaux et régionaux de la Martinique, les élus martiniquais ont voté une motion tendant à la reconnaissance de l'existence d'un "peuple martiniquais". 45 élus sur 73 soit 61,64 % ont voté pour la reconnaissance de l'existence d'un "peuple martiniquais". La deuxième motion portait sur la reconnaissance d'une "nation martiniquaise". 23 élus sur 74 soit 31 % ont voté pour la reconnaissance d'une "nation martiniquaise". Les élus autonomistes et indépendantistes ont voté majoritairement en faveur de ces 2 motions.
- Les œuvres littéraires qui ont contribué à la prise de conscience nationale et identitaire :

En 1932, publication du Manifeste Légitime Défense par de jeunes intellectuels martiniquais tels que René Ménil, Thélus Léro, Étienne Léro, Auguste Thésée et Jules-Marcel Monnerot. Ce manifeste est une réflexion critique sur la littérature et l'identité martiniquaise. Il dénonce les dangers du colonialisme, de l'assimilation et de l'aliénation culturelle. Légitime défense est la première contestation intellectuelle de l'assimilationnisme en Martinique.
En 1941, Aimé Césaire, René Ménil, Georges Gratiant, Suzanne Césaire et Aristide Maugée publient la revue Tropiques. Cette revue anticolonialiste est jugée subversive par le régime de Vichy et interdite.
En 1952, l'écrivain anticolonialiste Frantz Fanon publie  "Peau noire, masques blancs" et en 1961 "Les Damnés de la Terre". Frantz Fanon est l'un des maîtres à penser des nationalistes martiniquais.
En 1955, le poète et essayiste Aimé Césaire publie "Discours sur le colonialisme".
En 1956, dans la "Lettre à Maurice Thorez" du 24 octobre 1956. Aimé Césaire écrivait " Un fait à mes yeux capital est celui-ci : que nous, hommes de couleur, en ce moment précis de l’évolution historique, avons, dans notre conscience, pris possession de tout le champ de notre singularité et que nous sommes prêts à assumer sur tous les plans et dans tous les domaines les responsabilités qui découlent de cette prise de conscience...l'heure de nous-mêmes a sonné".
En décembre 1962, 18 jeunes nationalistes et anticolonialistes membres de l'OJAM (Organisation de la jeunesse anticolonialiste de la Martinique) signent le Manifeste de l'OJAM.
En 1974, l'autonomiste Camille Darsières publie un essai intitulé "Des origines de la nation martiniquaise".
En 1978, l'écrivain Guy Cabort-Masson publie un essai intitulé "Les indépendantistes face à eux-mêmes". En 1980, il publie avec Camille Chauvet un essai incendiaire intitulé "La face cachée de la France aux Antilles : pour une histoire des forces armées coloniales françaises". Le Ministre de la défense de l'époque Yvon Bourges poursuivait en justice les auteurs de cette brochure. 
En 1981, l'écrivain Édouard Glissant publie "Le discours antillais".
En 1988, le professeur d'université Alain-Philippe Blérald publie un essai intitulé "La question nationale en Guadeloupe et en Martinique".
En 1989, les écrivains, Patrick Chamoiseau, Raphaël Confiant et Jean Bernabé publient le manifeste littéraire, "Éloge de la Créolité".
En 1992, le philosophe autonomiste René Ménil publie un essai de référence intitulé "Tracées, identité, négritude, esthétique aux Antilles".
En 1992, le maire nationaliste Garcin Malsa publie un essai politique intitulé "La mutation Martinique, orientations pour l'épanouissement de la Martinique".
En 1997, le romancier et essayiste Patrick Chamoiseau publie un essai intitulé "Écrire en pays dominé".
En 2002, l'homme politique Serge Letchimy publie un essai intitulé "Discours sur l'autonomie".
- Les soulèvements populaires contre le système colonial :

L'insurrection du sud de 1870 à la suite de « l'affaire Lubin » : 
Cette révolte paysanne contre le système colonial dura 6 jours et toucha 15 communes de l'île notamment dans le sud. 15 habitations sucrières avaient été incendiées par les insurgés. Les principaux chefs de l'insurrection de 1870 furent, Louis Telga, Eugène Lacaille, Daniel Bolivard, Auguste Villard, Lumina Sophie et Rosalie Soleil. L'historien Armand Nicolas déclare dans le tome 2 de « Histoire de la Martinique » (page 102) que « certains chefs de l'insurrection ont songé à l'indépendance, à la rupture avec la France. C'est que l'oppression coloniale, raciste, sous le Second Empire avait provoqué la naissance d'un sentiment national exprimant l'aspiration de l'homme noir martiniquais à la dignité...pour eux, chasser les Blancs, c'était suivre l'exemple de Saint-Domingue, créer une république martiniquaise dirigée par des hommes de couleur ».
Les émeutes de décembre 1959 : 
À la suite d'un banal accident de la circulation entre un Martiniquais et un Français, la ville de Fort-de-France va connaître 3 jours d'émeutes, du 20 au 22 décembre 1959 sur fond de crise sociale et économique. Les CRS vont tuer 3 jeunes Martiniquais, Betzi, Rosile et Marajo. Lors d'une session extraordinaire le 24 décembre 1959, le Conseil Général de la Martinique présidé à l'époque par le socialiste Tertulien Robinel va voter à une large majorité une motion dans laquelle il réclame une évolution statutaire de l'île en vue d'obtenir une plus grande participation à la gestion des affaires martiniquaises. Autrement dit un statut proche de celui de l'autonomie. 
L'affaire de l'OJAM : 
La première revendication indépendantiste en Martinique date de 1962 : Il s'agit de l'affaire autour du « Manifeste de l'OJAM » (Organisation de la jeunesse anticolonialiste de la Martinique). Les 23 et 24 décembre 1962, le manifeste de l'OJAM est placardé dans toute la Martinique. Les auteurs de ce manifeste sont 18 jeunes étudiants martiniquais. Ils ont été condamnés pour atteinte à la sûreté de l'État et emprisonnés à Fresnes. Puis ils ont été acquittés après 2 ans de procès. Le manifeste de l'OJAM critiquait violemment le statut départemental et affirmait que le moment était venu de « libérer » la Martinique du « carcan colonial ». Il proclamait également le droit des Martiniquais de diriger leurs propres affaires politiques et se terminait par un slogan choc « La Martinique aux Martiniquais ».
- Les premiers partis et mouvements indépendantistes :

Le premier parti indépendantiste de la Martinique est créé en 1968 par l'écrivain nationaliste Guy Cabort-Masson, il s'agit du Mouvement national pour la libération de la Martinique (MNLM). Puis au début des années 70, plusieurs mouvements indépendantistes apparaissent : Le Groupe d'action prolétarien (GAP), le groupe Septembre 1870, le Rassemblement de Saint-Joseph, le groupe des Marronneurs, le Groupe Zanma, le Groupe révolution socialiste et la Parole au peuple qui deviendra en 1978 le Mouvement indépendantiste martiniquais.
Le drapeau nationaliste "rouge vert noir" :
Les couleurs "rouge vert noir" sont apparues lors de l'insurrection du Sud de 1870. Elles ont été brandies par les insurgés durant les manifestations populaires. Il faut attendre 1963 pour une association officielle de ces trois couleurs par Victor Lessort l'un des militants de l'OJAM (Organisation de la Jeunesse anticolonialiste de la Martinique). Mais le drapeau nationaliste "Rouge Vert Noir" dans sa présentation actuelle c'est-à-dire (le triangle rouge et les quadrilatères vert et noir) a été conçu et réalisé en 1968 par l'écrivain indépendantiste Guy Cabort-Masson et Alex Ferdinand. Ce drapeau a été popularisé grâce aux initiatives de Garcin Malsa, maire nationaliste de Sainte-Anne.
"La carte nationale d'identité martiniquaise" en créole (kat lidantité nasyonal matinitjé) :
Le 19 décembre 2010, Garcin Malsa, le MIR, le MODEMAS et d'autres militants nationalistes présentent officiellement la nouvelle carte nationale d'identité martiniquaise (en créole : kat lidantité nasyonal matinitjé). Bien que symbolique, cette carte d'identité martiniquaise est une contribution à la construction de la nation martiniquaise et un moyen pour affirmer son identité martiniquaise.
- Les années 1980 : la radicalisation des mouvements indépendantistes :

Durant les années 1980 et début 1990, le mouvement nationaliste se radicalise après l'élection du président François Mitterrand. Les indépendantistes condamnent les lois de décentralisation qui ne répondent pas à leurs attentes. En conséquence, des groupuscules terroristes (le Groupe de libération armée de la Martinique, l'Armée révolutionnaire martiniquaise, le groupe 22 mai 1848, Yich Telga) vont commettre en signe de contestation de nombreux attentats contre les symboles de l'État français en Martinique (palais de justice, cour d'appel, préfecture, station de RFO, EDF, France Télécom etc.).
- Les années 90 et 2000 : changement de stratégie politique et succès électoraux :

Au début des années 90, les indépendantistes changent de stratégie politique en renonçant à la force pour conquérir le pouvoir politique. Désormais la conquête du pouvoir se fera dans les urnes ou par la voie démocratique. Ce changement de stratégie s'avérera payant dès les élections régionales de 1990 (9 sièges en 1990 et 1992, 13 sièges en 1998 et 28 sièges en 2004). 
Les indépendantistes représentent une force politique non négligeable en Martinique. la liste "Les patriotes martiniquais et sympathisants" conduite par Alfred Marie-Jeanne a obtenu aux élections régionales de mars 2010, 66309 voix et dispose de 12 sièges dans l'opposition au conseil régional de la Martinique. Il y a 4 élus indépendantistes au Conseil général, 3 maires indépendantistes (Garcin Malsa, Lucien Veilleur et Marcellin Nadeau).
Les indépendantistes martiniquais réalisent lors des élections municipales des 9 et 16 mars 2008, un score historique. En effet, les 19 listes soutenues par le MIM, CNCP, PALIMA, MODEMAS recueillent 28 681 voix sur l'ensemble de la Martinique.
Depuis les élections municipales des 9 et 16 mars 2008, l'alliance des patriotes MIM et CNCP a 44 conseillers municipaux d'opposition dans 13 communes de la Martinique :
Fort de France : 2 ; Le Lamentin : 4 ; Sainte-Luce : 6 ; Le François : 5 ; Rivière-Salée : 7  ; Saint-Esprit : 5  ; Les Trois-Ilets : 6  ; Trinité : 3 ; Le Vauclin : 2 ; Le Robert : 1 ; Le Morne-Rouge : 1 ; Le Marin : 1 ; Gros-Morne : 1.  
2008 : les indépendantistes choisissent l'autonomie :
Le 18 décembre 2008, lors du congrès des élus départementaux et régionaux de la Martinique, les 33 élus indépendantistes (MIM, CNCP, MODEMAS et PALIMA) ont voté à l'unanimité pour une évolution statutaire de l'île fondée sur l'article 74 de la Constitution française qui permet l'accès à l'autonomie. Les élus indépendantistes sont au nombre de 33 sur 86 et représentent 38 % des élus des deux assemblées, conseil général et conseil régional.
- 2010 : échecs électoraux :

Le 10 janvier 2010 : 80 % des électeurs martiniquais rejettent le projet d'autonomie des indépendantistes et autonomistes
En effet, le 10 janvier 2010, une consultation de la population martiniquaise a eu lieu sur un éventuel changement de statut de leur département en une collectivité d'outre-mer régie par l'article 74 et dotée d'un juste degré d'autonomie. Une majorité d'électeurs, 79,3 %, a répondu « non » à ce changement de statut.
Mars 2010 : revers électoral pour les indépendantistes aux élections régionales des 14 et 21 mars 2010
Aux élections régionales des 14 et 21 mars 2010, la liste "Les patriotes martiniquais et sympathisants" conduite par Alfred Marie-Jeanne arrive au second tour en deuxième position avec 66 309 voix et obtient 12 sièges. Alfred Marie-Jeanne est battu par le candidat du PPM, Serge Letchimy. Les indépendantistes perdent la présidence du Conseil régional de la Martinique.
- 2012 : nouveau succès électoral : élection de deux députés indépendantistes

Sur les 4 députés sortants, il y avait un indépendantiste du MIM (Alfred Marie-Jeanne), un autonomiste du PPM (Serge Letchimy), un socialiste du FSM (Louis-Joseph Manscour) et un membre de l'UMP (Alfred Almont).
À la suite des élections législatives de 2012, 2 indépendantistes du MIM sont élus député. Il s'agit d'Alfred Marie-Jeanne et de Jean-Philippe Nilor, c'est une première dans l'histoire politique de la Martinique.

#### Les partis indépendantistes

Drapeau du Mouvement indépendantiste martiniquais (MIM)

- Le Mouvement indépendantiste martiniquais (MIM) a été fondé le 1er juillet 1978 par Alfred Marie-Jeanne, député de la Martinique. Aux élections régionales des 14 et 21 mars 2010, la liste "Les patriotes martiniquais et sympathisants" conduite par Alfred Marie-Jeanne obtient au second tour, 66309 voix et 12 sièges au conseil régional. Sur les 12 élus de la liste, 8 sont encartés au MIM. Le MIM compte également 2 députés, 2 élus au Conseil général et 1 mairie (Rivière-Pilote). Compte un député, 8 conseillers régionaux, 2 conseillers généraux, une quarantaine de conseillers municipaux et un maire.
- Le Mouvement des démocrates et écologistes pour une Martinique souveraine (MODEMAS) a été fondé le 11 septembre 1992 par Garcin Malsa, maire de Sainte-Anne. Ce parti compte 2 conseillers généraux (Garcin Malsa et Marcellin Nadeau) et 2 mairies (Sainte-Anne et Le Prêcheur).
- Le Parti pour la libération de la Martinique (PALIMA) a été fondé le 10 octobre 1999 par Francis Carole, conseiller régional. Le PALIMA compte 1 élu au Conseil régional (Francis Carole).

#### Les mouvements indépendantistes anticapitalistes
- le Conseil national des comités populaires (CNCP) a été fondé le 28 août 1983. Sa présidente est Josette Massolin. Son porte-parole est Robert Saé, conseiller municipal du Robert - chefs : Marie-Hélène Léotin conseillère régionale et conseillère municipale du François, Edmond Mondésir et Léon Bertide, secrétaire-général du syndicat UGTM. Le CNCP compte 1 élu au conseil régional, Marie-Hélène Léotin et 6 conseillers municipaux. Le journal et la radio « Asé pléré annou lité » sont les organes d'expression de ce parti.
- le Groupe révolution socialiste (GRS), proche du NPA. Fondé en 1972 par Édouard de Lépine, Edouard Jean-Elie, Vincent Placoly, Philippe Pierre-Charles et Gilbert Pago. Son porte-parole actuel est Philippe Pierre-Charles. Le GRS n'a aucun élu dans les assemblées locales.
- le Parti communiste pour l'indépendance et le socialisme / Pati kominis pour lendépandans ek sosyalizm (PKLS) a été créé le 22 mai 1984 par Marcel Manville et d'anciens militants communistes. Ce mouvement ne participe à aucune élection locale ou nationale et pratique un indépendantisme très radical. Son chef et porte-parole est Jean-Pierre Etilé. Le PLKS n'a aucun élu dans les assemblées locales.
- Alliance ouvrière et paysanne (AOP) : fondé par le Groupe Trotskiste Antillais. Membre de l'Entente internationale des travailleurs et des peuples. Aucun élu.
- Combat ouvrier (CO) : groupe trotskyste membre de l'UCI comme Lutte ouvrière et fondé en 1965 en Martinique. Son chef est Ghislaine Joachim-Arnaud, par ailleurs secrétaire général de la CGTM. Aucun élu.

### Les partis localistes
On peut noter que plusieurs formations politiques ont été créées par des personnalités locales, ont obtenu des élus dans les différentes assemblées, mais n'ont jamais « essaimé » au-delà des villes où elles ont été créées. C'est le cas notamment de :
- Osons-Oser (OO), créé par l'ancien maire du Morne-Rouge (5 000 hab.) Pierre Petit, dont les élus au conseil régional et au conseil général sont du Morne-Rouge.
- Le Renouveau Martinique (ex Renouveau de Sainte-Marie), parti créé par Guy Lordinot, ancien maire de Sainte-Marie (16 700 hab.).
- Le Mouvement populaire franciscain (MPF) créé par Maurice Antiste maire du François (17 500 hab.), dont les élus au conseil régional et au conseil général sont tous issus du François.
- Le mouvement Vivre à Schœlcher (VS ou VAS), fondé et dirigé par Luc-Louison Clémenté, maire de Schœlcher (20 000 hab.). Ce parti de gauche compte 2 conseillers généraux, 1 conseiller régional et un maire.
- Bâtir le pays Martinique (BPM) créé par Pierre Samot maire du Lamentin (40 000 hab.), dont l'ensemble des élus (un ancien député, 3 conseillers généraux dont l'actuelle présidente du Conseil général de la Martinique) sont adjoints au maire du Lamentin.
- L'Action citoyenne lucéenne (ACL), autour de Nicaise Monrose, maire de Sainte-Luce (10 000 hab.).
- Le Mouvement démocratique joséphin (MDJ) à Saint-Joseph (16 500 hab.).
- Rassemblement des forces lorinoises (RFL) au Lorrain (7 000 hab.).
- Trois-Îlets nouvelle dynamique (TIND) autour de Arnaud René-Corail aux Trois-Îlets (7 700 hab.).
- Rassemblement démocratique saléen (RDS), à Rivière-Salée (12 400 hab.).
- Grand rassemblement ducossais (GRD), à Ducos (17 800 hab.).

Plusieurs de ces partis localistes se regroupent au sein de coalitions électorales martiniquaises. Ainsi par exemple, on trouve dans la coalition Ensemble pour une Martinique nouvelle, à l'occasion des élections territoriales de 2015, dix de ces formations, MPF, OO, VAS, ACL, RFL, MDJ, BPM, TIND, RDS, GRD,.

### Les partis pour une réforme démocratique
- Parti pirate (Antilles-Guyane) a été lancé officiellement le 21 mai 2013. Il est une section du Parti pirate France. Il lutte principalement pour placer le citoyen au cœur le la pratique politique plutôt que l'élu et s'appuie sur une variante de la démocratie directe, baptisée démocratie liquide. Les Partis pirates s'engagent pour les droits fondamentaux en promouvant la transparence de la vie politique, l'ouverture des données publiques, l'indépendance de la justice, la non brevetabilité du vivant, la réforme du droit d'auteur et la lutte contre les monopoles privés. La neutralité du net, la lutte contre la censure et le respect de la vie privée sont leurs thèmes historiques.

## Affaire politico-financière
Le 26 juin 2023, le maire du Macouba, Sainte-Rose Cakin, est convoqué au tribunal judiciaire de Fort-de-France. Il est soupçonné de « prise illégale d'intérêts, concussion par chargé de mission de service public : exonération indue de droit, impôt ou taxe ou encore complicité d'escroquerie » durant sa mandature en tant que président du Syndicat Martiniquais de Traitement et de Valorisation des Déchets. La Chambre Régionale des Comptes estime à 9 millions d’euros le déficit de fonctionnement du syndicat. Des perquisitions ont été menées à son domicile et au siège du syndicat. Le procès est reporté au 18 décembre 2023 pour cause d'éléments manquants afin d'instruire l'affaire.